# Municipio de Tearce
La municipalidad de Tearce (también, Teartse) es un municipio situado en Macedonia del Norte. Según el censo de 2021, tiene una población de 17 694 habitantes.
Abarca una superficie de 136.55 kilómetros cuadrados.